# Negrenses

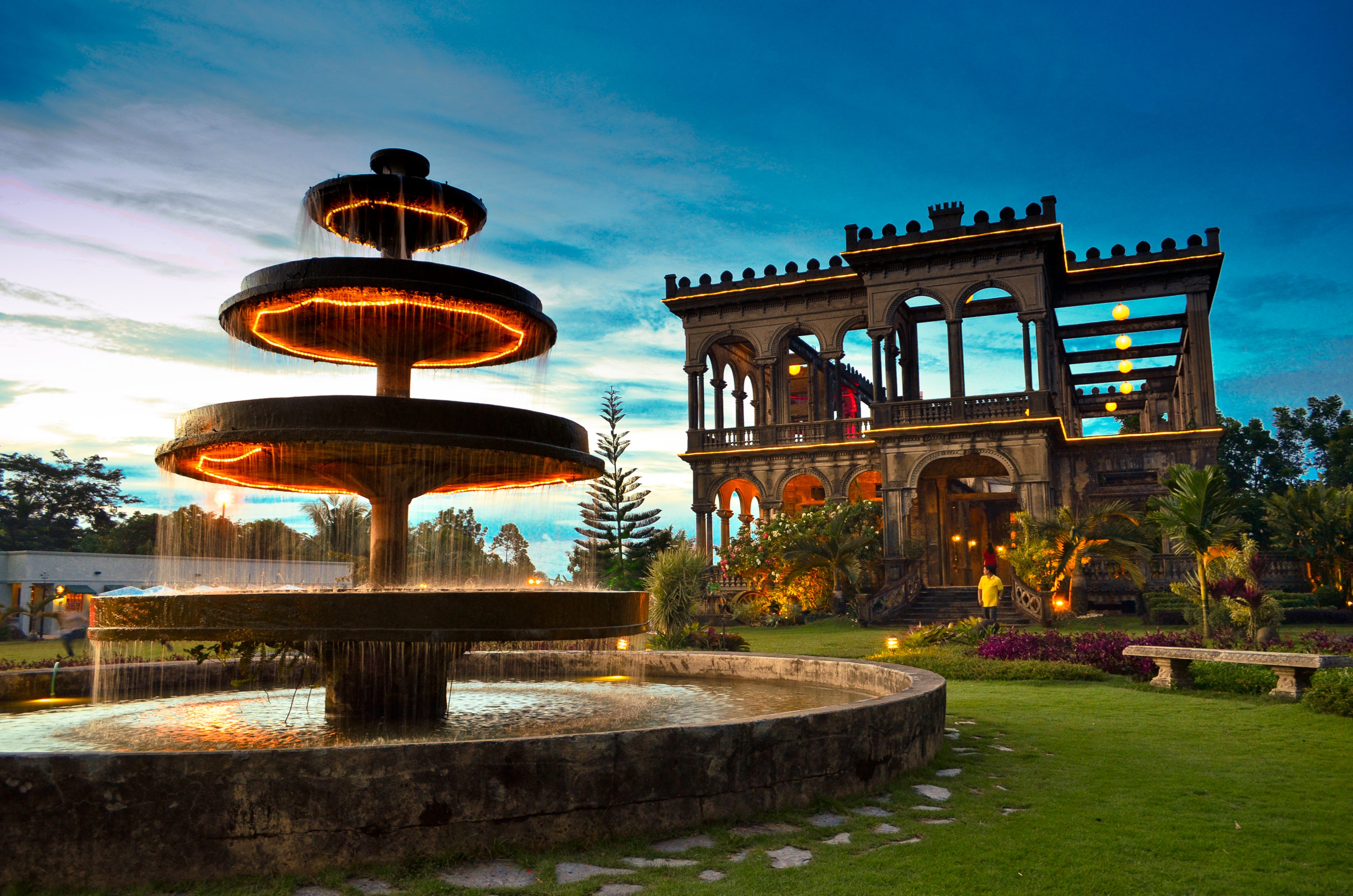
Ruinas de una mansión occidentalnegrense en Talísay

Los negrenses (en hiligueino y cebuano, Buglasanon o Negrusanon; en antiqueño: Negrusanën; en inglés: Negrese) son los naturales de las provincias filipinas de Negros Occidental y Negros Oriental.
Su cultura común fue formada por la socialización extensiva durante el siglo XIX entre trabajadores migrantes y hacenderos desde Panay, Cebú, Bohol y otros lugares, los negritos y austronesios autóctonos, y finalmente los migrantes que llegaron directamente de España.
Hoy en día se encuentran sus descendentes en varias otras partes del territorio filipino como Mindanao Central, Luzón Central y Gran Manila.